# Acipenser colchicus
Acipenser colchicus är en fiskart som beskrevs av Marti, 1940. Acipenser colchicus ingår i släktet Acipenser och familjen störar. Inga underarter finns listade i Catalogue of Life.